# Craugastor noblei
Espèce
Synonymes
- Eleutherodactylus noblei Barbour & Dunn, 1921

Statut de conservation UICN

 LC  : Préoccupation mineure
Craugastor noblei est une espèce d'amphibiens de la famille des Craugastoridae.

## Répartition
Cette espèce se rencontre de 4 à 1 200 m d'altitude dans l'est du Honduras, au Nicaragua, au Costa Rica et au Panamá.

## Description
Le mâle holotype mesure 60 mm.

## Étymologie
Cette espèce est nommée en l'honneur de Gladwyn Kingsley Noble.

## Publication originale
- Barbour & Dunn, 1921 : Herpetological novelties. Proceedings of the Biological Society of Washington, vol. 34, p. 157-162 (texte intégral).